# یواس‌اس گراپل (ای‌آراس-۷)
یواس‌اس گراپل (ای‌آراس-۷) (به انگلیسی: USS Grapple (ARS-7)) یک کشتی بود که طول آن ۲۱۳ فوت ۶ اینچ (۶۵٫۰۷ متر) بود. این کشتی در سال ۱۹۴۲ ساخته شد.